# Werner Leimgruber
Werner Leimgruber (* 2. September 1934 in Basel; † 2. Januar 2025) war ein Schweizer Fussballspieler, der in der Abwehr spielte. Mit dem FC Zürich wurde er Schweizer Meister in den Jahren 1963, 1966 und 1968 und gewann den Cup 1966 und 1970. Er spielte auch zehn Mal für die Schweizer Nationalmannschaft.

## Laufbahn
Sein Stammverein war der FC Zürich, für den er von 1954 bis 1970 spielte, lediglich unterbrochen von einem Abstecher zum FC Locarno in der Saison 1956/57. Der Double-Erfolg glückte 1966 unter Trainer Louis Maurer an der Seite von Mitspielern wie Klaus Stürmer, Fritz Künzli, Heinz Bäni, Jakob Kuhn und Rosario Martinelli. In der Meisterschaftsrunde 1966 war Leimgruber in 26 Ligaspielen aufgelaufen (1 Tor). Insgesamt hat er für den FCZ 501 Meisterschaftsspiele bestritten und dabei 91 Tore erzielt. Im Europapokal der Landesmeister 1963/64 zog Leimgruber mit seiner Mannschaft bis in das Halbfinale gegen Real Madrid ein. In beiden Begegnungen am 22. April in Zürich (1:2) und am 7. Mai 1964 in Madrid (0:6) war er vor Ausputzer René Brodmann als Ausputzer im Einsatz. Gegen die Real-Stars Alfredo Di Stéfano, Ferenc Puskás und Francisco Gento reichte das Leistungsvermögen des FCZ aber nicht aus.

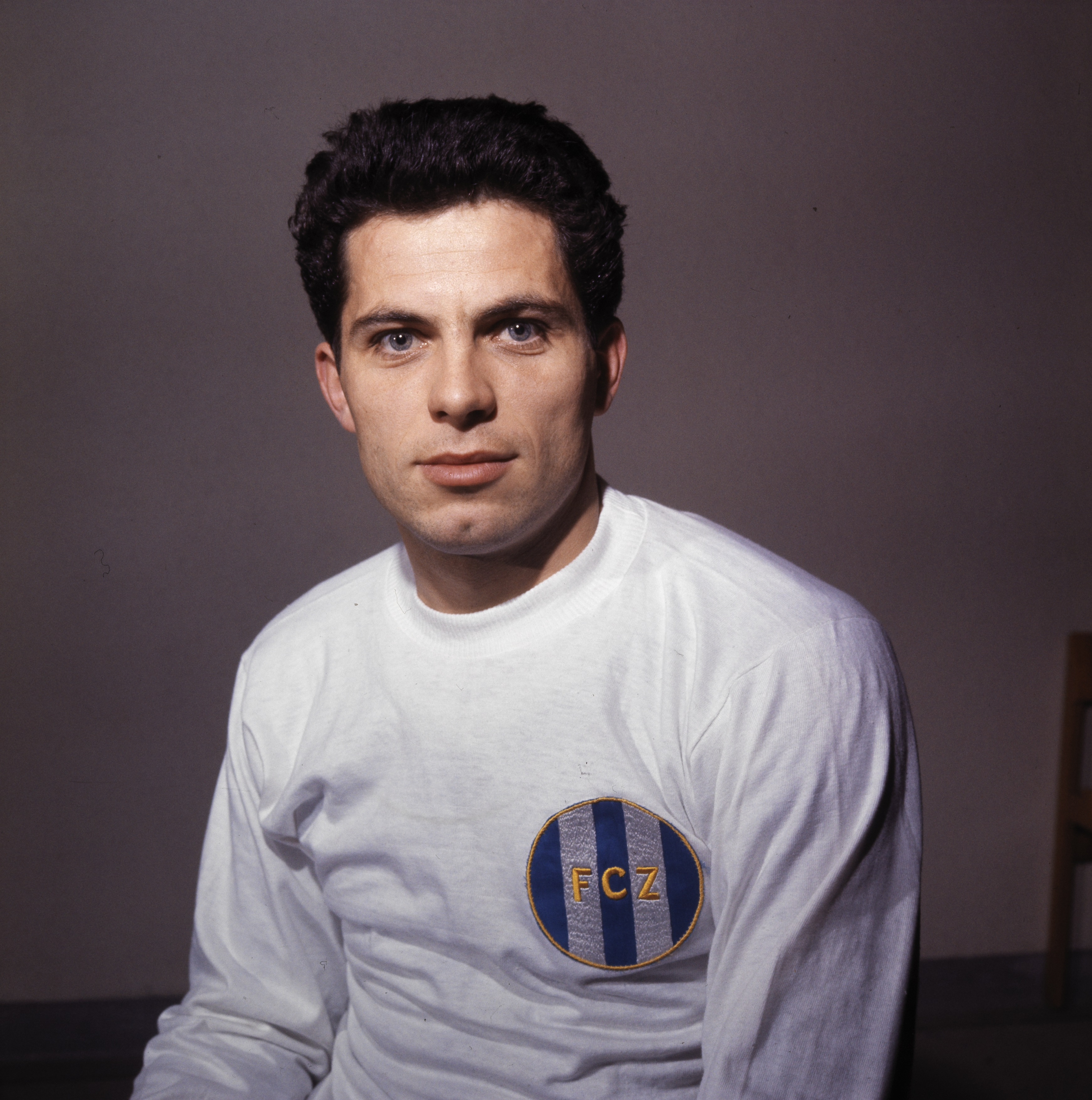
Leimgruber im Jahr 1963

Leimgruber bestritt für die Nationalmannschaft der Schweiz von 1963 bis 1966 zehn Länderspiele und gehörte auch dem Team zur Fussballweltmeisterschaft 1966 an. Beim WM-Turnier in England kehrte er gemeinsam mit Köbi Kuhn und Leo Eichmann am Vorabend des Auftaktspiels erst eine halbe Stunde nach Zapfenstreich ins Teamhotel zurück; das Trio wurde daher von Trainer Alfredo Foni für das Spiel gegen die BR Deutschland aus dem Kader gestrichen. Am 15. Juli 1966 kam er in Sheffield bei der 1:2-Niederlage gegen Spanien zum Einsatz, zugleich sein letzter Länderspieleinsatz. Vom FC Zürich kamen auch noch Rene Brodmann, Xavier Stierli, Heinz Bäni und Jakob Kuhn dabei zum Einsatz.